# Polyplax brachyrrhyncha
Polyplax brachyrrhyncha – gatunek wszy z rodziny Polyplacidae. Powoduje wszawicę. Pasożytuje na drobnych gryzoniach z rodziny myszowatych takich jak kolcomysz skalna (Acomys cahirinus), kolcomysz złotawa (A. russatus), kolcomysz ryftowa (A. percivali) i kolcomysz szara (A. cineraceus).
Samica wielkości 1,4 mm, samiec mniejszy osiąga wielkość 1,1 mm. Anteny wykazują dymorfizm płciowy. U samców bazowy segment anteny powiększony, zaś trzeci segment znacznie zmodyfikowany w stosunku do trzeciego segmentu u samicy.  Wszy te mają ciało silnie spłaszczone grzbietowo-brzusznie. Samica składa jaja zwane gnidami, które są mocowane specjalnym "cementem" u nasady włosa. Rozwój osobniczy trwa po wykluciu się z jaja około 14 dni. Występuje na terenie Afryki i Azji w Izraelu, Egipcie, Etiopii, Iranie, Kenii, Pakistanie.